# Palácio da Deputação Foral da Biscaia
O Palácio da Deputação Foral da Biscaia (em castelhano: Palacio de la Diputación Foral de Vizcaya; em basco: Bizkaiko Foru Aldundiaren jauregia) é o edifício onde está sediada a Deputação Foral da Biscaia, o ramo executivo da administração da província da Biscaia. Situa-se na Gran Vía da capital provincial, Bilbau, no País Basco, Espanha. É uma edificação isolada[a], de planta retangular, aspeto sólido e majestoso, projetado no final do século XIX por Luis Aladrén em estilo eclético e inaugurado em 1 de julho de 1900, no qual foram usados elementos de diversos estilos históricos e em que sobressai uma grande preocupação com a composição das fachadas e do aspeto ornamental.
A fachada principal, na Gran Vía, tem um corpo avançado em relação à linha de fachada, que inclui um alpendre de entrada sobre o qual se dispõe uma varanda onde sobressai um escudo. No interior, a escadaria principal distribui e organiza as diferentes dependências.
A riqueza ornamental está presente tanto no exterior (silhar trabalhado em ponta de diamante) como no interior, onde se conservam numerosas obras de arte, mobiliário exuberante e decorações pictóricas nas paredes e tetos. Dentre as salas, destaca-se o chamado salão do trono, com duas pinturas murais de Echenagusia Errazquin (1844-1912), um pintor basco natural de Fuenterrabía. Estas pinturas, intituladas Juramento de los Fueros e Pacificación de oñacinos y gamboinos, são frequentemente reproduzidos em livros escolares e históricos alusivos ao País Basco. Além de diversas pinturas, conservam-se no palácio um par de jarrões oferecidos por Eugénia de Montijo, esposa de Napoleão III de França.
O palácio está classificado como Bem de Interesse Cultural desde 1994.